# Thief's Theme
Thief's Theme è il primo singolo tratto da Street's Disciple, album del rapper Nas.
Il ritornello della canzone contiene citazioni da The World Is Yours, singolo tratto dal suo disco d'esordio Illmatic, mentre la base presenta lo stesso campionamento utilizzato in seguito per il singolo Hip Hop Is Dead: In-A-Gadda-Da-Vida degli Iron Butterfly.
Per promuovere Thief's Theme Nas ha indetto un contest nel Regno Unito, fornendo la strumentale del brano per permettere agli aspiranti concorrenti/MC di costruire una loro strofa. Il vincitore, Rising Son, ha visto comparire la sua versione di Thief's Theme nell'edizione inglese di Street's Disciple.
Thief's Theme è comparsa anche nel film The Departed - Il bene e il male, diretto da Martin Scorsese.

## Il video
Il video è incentrato sulle vite di piccoli delinquenti, impegnati a prepararsi per le rapine e a rapinare negozi di liquori.

## Tracce

### Lato A
1. Thief's Theme (Clean Album Version) (3:00)
2. Thief's Theme (Explicit Album Version) (3:10)
3. Thief's Theme (Instrumental) (2:59)

### Lato B
1. You Know My Style (Clean Album Version) (2:54)
2. You Know My Style (Explicit Album Version) (2:54)
3. You Know My Style (Instrumental) (2:49)